# Jean Chalvidan
René Jean Chalvidan (Nîmes, 26 août 1912 – Vélizy-Villacoublay, 22 août 1944), est un militaire, officier de gendarmerie et résistant français.

## Biographie
Né à Nîmes dans le Gard, il est le fils de Camille Auguste Chalvidan et de Pauline Rosine Astier.
Bachelier à 17 ans, Jean Chalvidan est admis au lycée Louis-le-Grand de Paris.
À 19 ans, il est admissible à Polytechnique et à Saint-Cyr après une année de math' sup' au lycée Alphonse-Daudet de Nîmes.
Jean Chalvidan intègre l'École spéciale militaire de Saint-Cyr en 1931 (promotion du Tafilalet).
En 1933, il en sort et intègre le 38e régiment d'infanterie (RI) en qualité de sous-lieutenant.
Le 25 juin 1937, il choisit de servir dans la gendarmerie et est affecté à la garde républicaine mobile à Caussade.

### Seconde guerre mondiale
Le 2 septembre 1939, il est muté, à sa demande, au 28e bataillon d'infanterie légère d'Afrique (BILA).
Il obtient deux citations à l'ordre de l'armée. 
Le 19 juin 1940, Chalvidan est fait prisonnier à Besançon.
Par trois fois, il tente de s'évader, sans succès.
Le 15 novembre 1940, il est libéré au titre de la gendarmerie.
Après plusieurs affectations qui le conduisent de l'Yonne en Gascogne, il prend en charge le peloton spécial des Saint-Cyriens au fort de Montrouge.
Le 5 juillet 1944, il est affecté au commandement de la section de gendarmerie de Paris-Exelmans.
Durant la libération de Paris, le 22 août 1944 , au cours d'une opération de transport d'armes et de munitions au profit des insurgés de la Préfecture de Police, après avoir forcé trois barrages, il est arrêté et exécuté par les allemands à Vélizy-Villacoublay.
Il est reconnu « mort pour la France ».

## Décorations
- Chevalier de la Légion d'honneur (à titre posthume)
- Croix de guerre 1939–1945, palme de bronze (deux citations à l'ordre de l'armée)

## Postérité

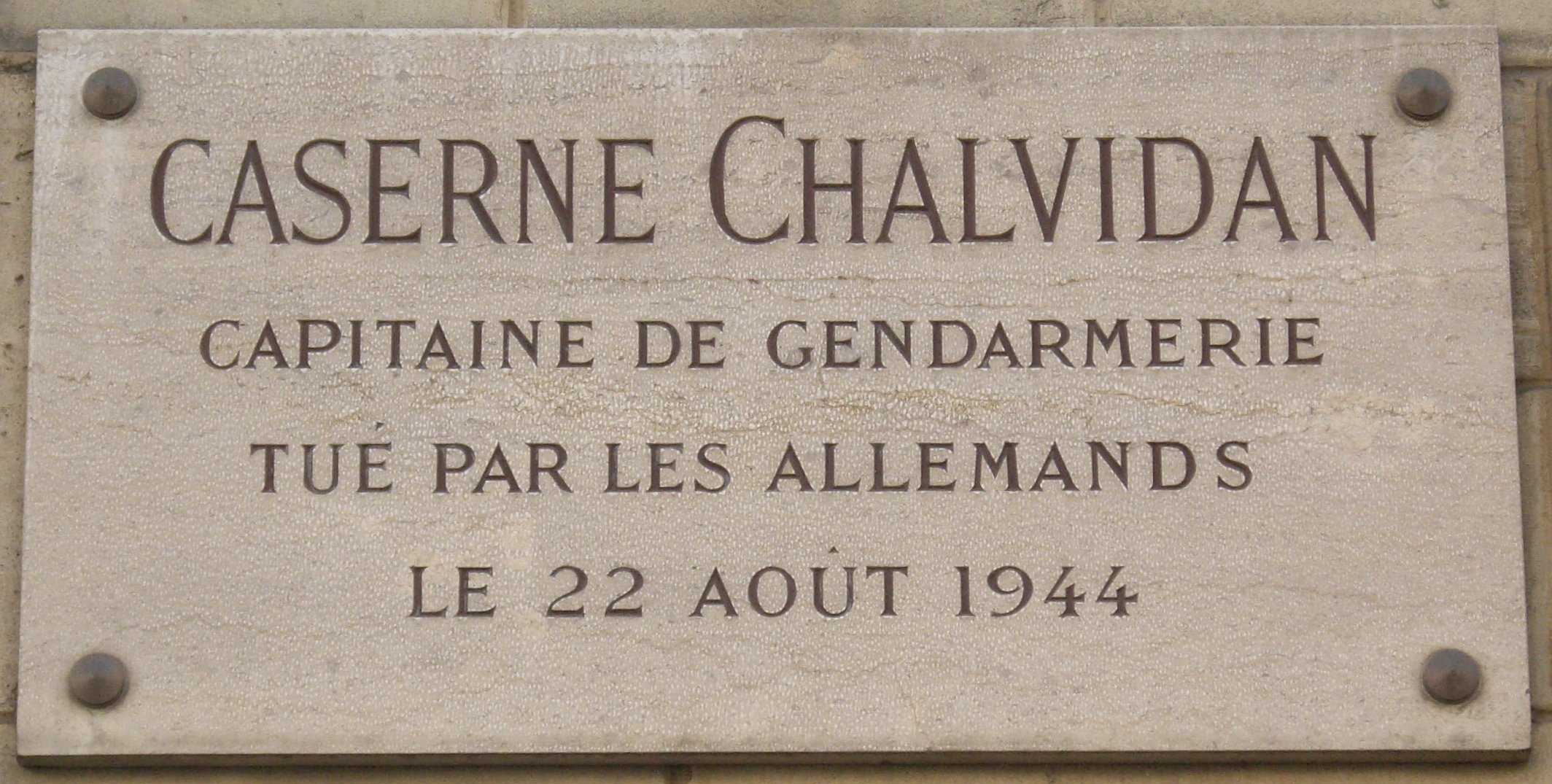
Plaque Jean Chalvidan, 51 boulevard Exelmans, Paris 16e.

La caserne de gendarmerie de Paris-Exelmans est baptisée en l'honneur du capitaine Chalvidan.
Il est le parrain de la 49e promotion (1947) de l'école des officiers de gendarmerie de Melun.
Une rue de Le Plessis-Robinson, commune française du département des Hauts-de-Seine en région Île-de-France, porte également le nom de Rue du Capitaine Chalvidan en son honneur.